# Бедуи, Рами
Рами Бедуи (араб. رامي بدوي‎; родился 19 января 1990, Сус, Тунис) — тунисский футболист, защитник клуба «Клуб Африкен» и сборной Туниса. Участник чемпионата мира 2018 года.

## Клубная карьера
Бедуи начал карьеру в клубе «Этуаль дю Сахель». 22 ноября 2011 года в матче против «Хаммам-Лиф» он дебютировал в чемпионате Туниса. 11 декабря в поединке против «Джарджиса» Рами забил свой первый гол за «Этуаль дю Сахель». В 2016 году он помог клубу выиграть чемпионат, а также трижды завоёвывал Кубок Туниса.

## Международная карьера
14 ноября 2012 года в товарищеском матче против сборной Швейцарии Бедуи дебютировал за сборную Туниса. В 2015 году Рами попал в заявку на участие в Кубке Африки в Экваториальной Гвинее. На турнире он сыграл в матче против команды Замбии.
В 2018 году Бедуи принял участие в чемпионате мира в России. На турнире он сыграл в матче против команды Панамы.
Летом 2019 года Рами был вызван в состав своей национальной сборной на Кубок африканских наций в Египте. В матче 1/8 финала против Ганы на 90-й минуте при счёте 1:0 в пользу его команды срезал мяч в собственные ворота, тем самым перевёл игру в дополнительное время, лишь в серии послематчевых пенальти тунисцы оказались сильнее.

## Достижения
Командные
 «Этуаль дю Сахель»
- Чемпионат Туниса по футболу — 2012/13
- Обладатель Кубка Туниса (3) — 2012, 2014/2015, 2016/2017